# Polar 8
Polar 8 — проект линейного ледокола, который планировали построить в 1990-х гг. для Береговой Охраны Канады.
Непосредственным толчком к началу работ стал проход американского ледокола Polar Sea с танкером Manhattan по Северо-Западному проходу, который Канада считает своими внутренними водами, без разрешения Канады.
Новая прогрессистская консервативная администрация Брайана Малруни заявила о необходимости принятия мер для подтверждения своего суверенитета в Арктике, ведь имеющиеся канадские ледоколы не могли пройти Северо-Западным проходом. Название проекта произошло от предполагаемой толщины преодолеваемого льда — 8 футов, то есть 2,4 м.
Судно должно было иметь класс РС2, то есть иметь возможность действовать во льдах круглогодично. Первоначально СЭУ предполагалась атомной, но в итоге она была заменена более традиционной дизель-электрической. Меж тем проект все равно предусматривал самый большой и мощный ледокол в мире. Авиагруппа состояла из двух средних транспортных вертолетов (вероятно, S-61), кроме того, на борту были 2 колесных вездехода, 2 СВП.
Общая стоимость судна предполагалась в 700 миллионов канадских долларов. Строительство предусматривалось на верфи в Британской Колумбии, однако было отменено за 2 месяца до закладки в результате обширной программы по сокращению издержек. Взамен Береговая Охрана возродила проект обширной модернизации ледокола Louis S. St-Laurent. В 2008 г. было объявлено, что на смену Louis S. St-Laurent в 2017 г. придет ледокол John G. Diefenbaker, размеры которого будут посередине между предшественником и Polar 8, и он также будет способен к круглогодичной навигации, и также обойдется в 720 миллионов долларов.